# Chiesa di San Giacomo Maggiore (Gavi)
La chiesa di San Giacomo Maggiore è la parrocchiale di Gavi, in provincia di Alessandria e arcidiocesi di Genova; fa parte del vicariato di Gavi.

## Storia
Probabilmente l'originaria chiesa di Gavi Ligure sorse verso la metà del XII secolo, dato che la prima citazione che ne certifica la presenza risale al 1172; fu eretta a parrocchiale nel 1217 da papa Alessandro IV e poi modificata nel secolo successivo. 
Tra i secoli XVII e XVIII l'edificio fu interessato da diversi interventi di rifacimento; in quest'occasione si provvide a rialzare i muri e a costruire le absidi.
La facciata della chiesa venne modificata e consolidata tra il 1903 e il 1905; un ulteriore intervento di ristrutturazione fu condotto nel 1960 e nello stesso anno si procedette alla realizzazione dell'altare postconciliare rivolto verso l'assemblea.
Nel 1996 il tetto della parrocchiale venne rifatto completamente, mentre due anni dopo si provvide a restaurare gli affreschi delle volte e a sistemare la facciata.

## Descrizione

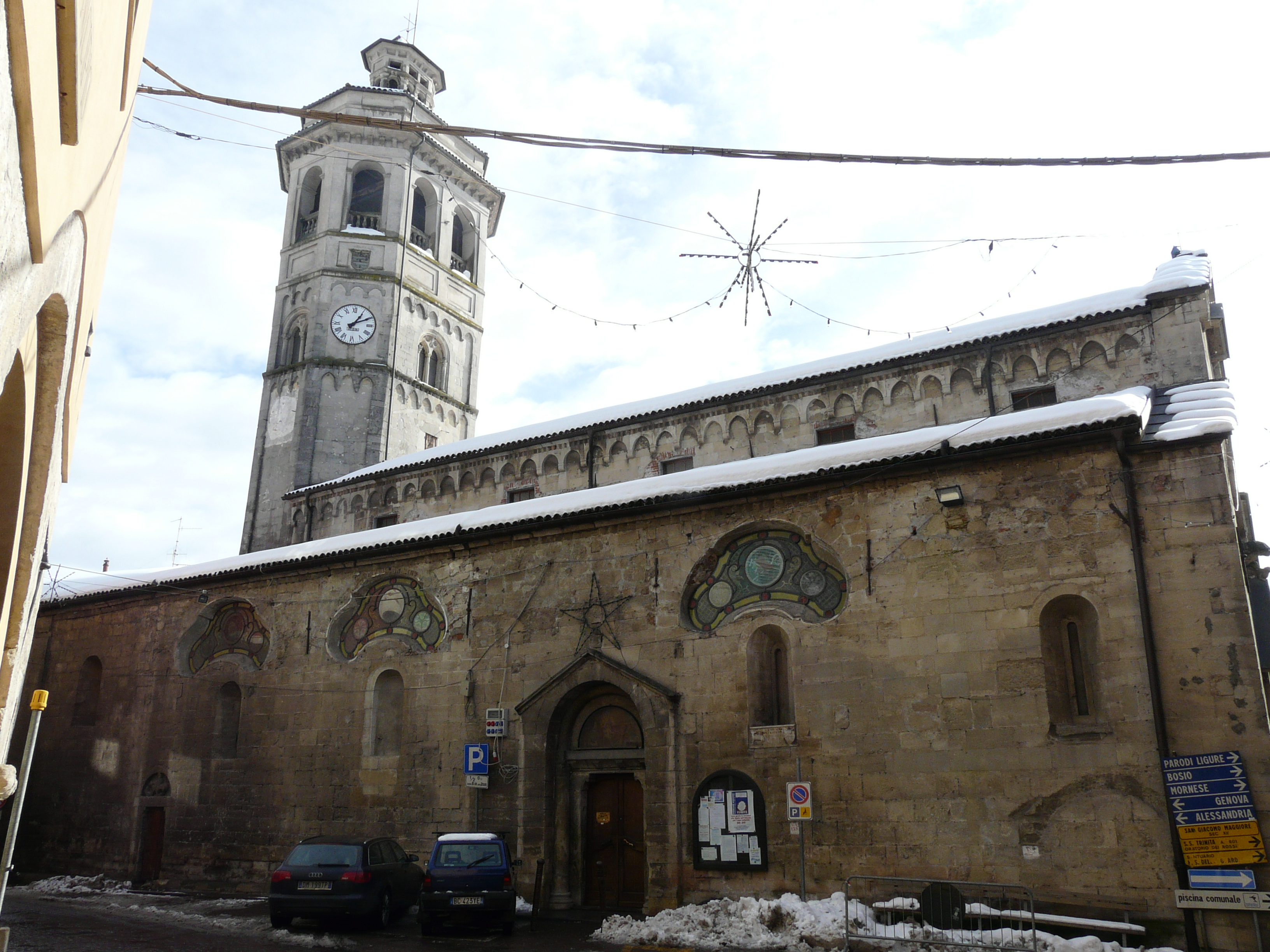
Lato nord e campanile

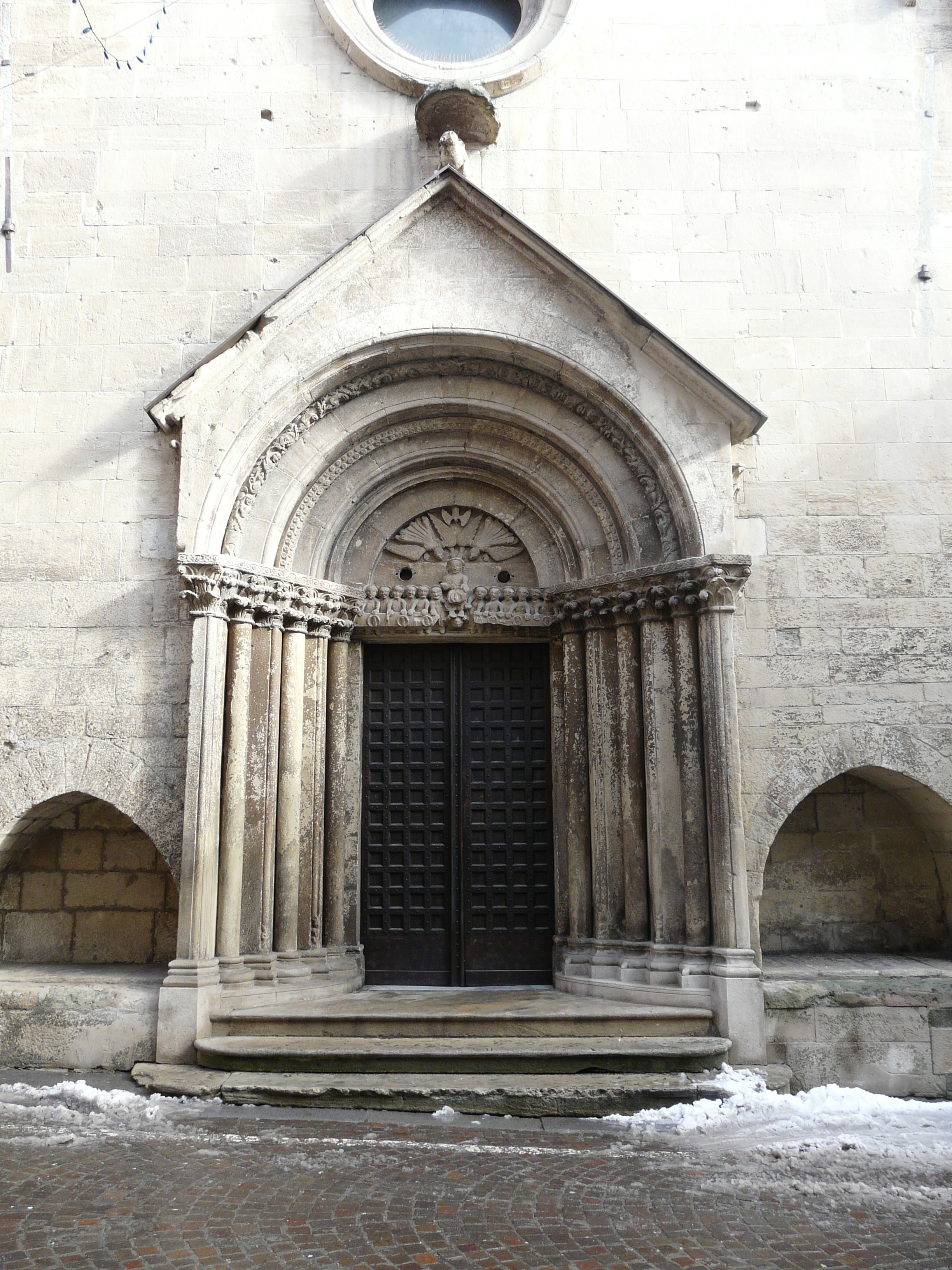
Portale d'ingresso al centro della facciata

### Esterno
La facciata a salienti in pietra della chiesa, rivolta a ponente e scandita da paraste laterali, presenta al centro il portale d'ingresso strombato, ornato sull'architrave con un altorilievo rappresentante l'Ultima Cena, sormontato da una lunetta contenente la raffigurazione dello Spirito Santo tra due angeli, opera forse del magister Albertus; più in alto si trovano il rosone e, in sommità, una bifora, mentre si lati, in basso, si aprono due profonde nicchie; sotto la linea di gronda si sviluppa una decorazione ad archetti pensili.
Dal centro della parrocchiale emerge il campanile a base ottagonale, suddiviso in più registri da cornici abbellite da archetti; la cella presenta bifore e monofore.
Il lato sud è affiancato da un portico ad archi a sesto ribassato, retti da una serie di pilastri tuscanici.

### Interno
L'interno dell'edificio, la cui pianta è croce latina, si compone di tre navate, suddivise tra loro da una serie di arcate a tutto sesto sorrette da colonne in pietra, i cui capitelli romanici, realizzati probabilmente dal magister Albertus, sono scolpiti con raffigurazioni vegetali e zoomorfe di leoni, grifoni, lupi, sirene e volti umani; la controfacciata accoglie sopra al portale una cantoria in legno, su cui è collocato l'organo. L'ampia navata centrale è coronata da una volta a botte lunettata e costolonata, ornata con affreschi rappresentanti un cielo stellato, mentre le navatelle, illuminate da finestroni a lunetta in sommità, sono coronate da volte a vela, riccamente dipinte; la navatella sinistra accoglie un grande altare barocco in marmi policromi. La crociera è chiusa superiormente da una volta a vela, su cui si imposta la torre campanaria a pianta ottagonale; sul fondo, sui due bracci del transetto, coperti da volte a crociera riccamente affrescate, si aprono in corrispondenza delle navatelle le absidi semicircolari medievali, illuminate da monofore strombate a tutto sesto.
Il presbiterio, lievemente rialzato, è coperto da una volta a botte dipinta; l'ambiente accoglie nel mezzo l'altare postconciliare, mentre più indietro è collocato l'antico altare maggiore; l'abside poligonale seicentesca barocca, coronata dal catino con spicchi a vela affrescati, è ornata con lesene corinzie e ospita sul fondo il coro ligneo.
Qui sono conservate diverse altre opere di pregio, tra cui la pala raffigurante San Giacomo che scaccia i mori, eseguita da Giovanni Raffaele Badaracco, (Genova, 1648 – Genova, 1726) attivo soprattutto a Genova e nel Genovesato. un affresco seicentesco del Battesimo di Gesù, la cassa processionale lignea dell'Assunta, intagliata nel 1854 da Luigi Montecucco, la settecentesca statua marmorea della Vergine col Bambino, l'ancona contenente, tra 15 dipinti su rame dei Misteri, una statua marmorea della Vergine, scolpita nel 1764 da Carlo Cacciari, la tela raffigurante il Battesimo di Gesù, eseguita nel 1591 da Lazzaro Calvi (Genova 1502 - 1567) la pala con soggetto la Vergine con Bambino, risalente agli inizi del Settecento, i lacerti del quattrocentesco affresco dei Santi Sebastiano e Rocco, visibili sulla controfacciata, la tela della Santissima Trinità coi santi Gerolamo e Francesco da Paola, ritratta da Giovanni Battista Carlone,  (Genova, 1603 circa – Parodi Ligure, 1684 circa) le tracce di un affresco trecentesco rappresentante la Madonna della Misericordia, la pala che rappresenta la Madonna in trono col Bambino e i santi Giacomo e Giovanni Battista, dipinta da Gandolfino da Roreto,  (Asti XV-XVI secolo) la tela della Resurrezione di Lazzaro, realizzata da Bernardo Montessoro, e il dipinto raffigurante il Sogno di San Giuseppe, eseguito da Giovanni Battista Paggi, (Genova, 27 febbraio 1554 – Genova, 12 marzo 1627) nel XVII secolo.